# جزر مسيدة
جزر مسيدة (بالإنجليزية: Mecida Islands)‏ هي مجموعة جزر تقع في البحر الأبيض المتوسط بإمتداد 3.5 كم على طول ساحل مسيدة بالقالة بولاية الطارف الواقعة شمال شرق الجزائر،
تبلغ مساحة الجزر على التوالي حوالي:
- 0.1 هكتار (الجزيرة المقابلة لشاطئ مسيدة والأولى من الشرق)
- 0.2 هكتار (نصفها صخور بحرية ونصفهاالشمالي عليه نباتات)
- 0.05 هكتار
- 0.42 هكتار (جزيرة صغيرة عليها غطاء نباتي)
- 0.06 هكتار (جزيرة صغيرة عليها غطاء نباتي)
- 0.07 هكتار
- 20 متر صخرة بحرية
- 0.23 هكتار (جزيرة صغيرة عليها غطاء نباتي)
- 0.04 هكتار (جزيرة صغيرة عليها غطاء نباتي)

كما توجد بهذه المنطقة صخور بحرية صغيرة جداً لم يتم ذكرها هنا.